# Волфганг Брецинка
Волфганг Брецинка (Берлин, 9. јун 1928 — Телфес, 3. јануар 2020) био је немачко-аустријски научник о образовању. Био је професор педагогије на школском факултету Универзитета у Вирцбургу, као и на универзитетима у Инзбруку и Констанцу.

## Каријера
Брецинка је докторирао 1951. на Универзитету у Инзбруку, а хабилитацију је стекао на истом Универзитету 1954. Предавао је у школи за образовање Универзитета у Вурзбургу (1958—1959), као и на универзитетима у Инзбруку (1960—1967) и Констанз (1967—1996). Његове истраживачке активности одвеле су га до истраживања и студија на Универзитету Колумбија (1957—1958) и Универзитету Харвард. Био је гост професор на Филозофско-теолошком универзитету у Брикену, Италија, 1983. и 1990. 1984. био је гост професор на Универзитету Фрибур у Швајцарској, а 1985. био је и гост професор на Јужноафрички универзитет у Преторији. Био је присталица емпиријско-аналитичке образовне науке или научне педагогије.
Након пензионисања као емеритус професор, спровео је опсежно истраживање уз подршку Аустријске академије наука о историји педагошке дисциплине у Аустрији, које је објавио у вишетомном делу „Pädagogik in Österreich. Die Geschichte des Faches an den Universitäten vom 18. bis zum 21. Jahrhundert”.

## Приватан живот
Волфганг Брецинка био је ожењен Ериком Брецинка; пар је имао троје деце (Кристофа, Веронику и Томаса). Живео је у покрајини Тирол у Аустрији. Преминуо је 3. јануара 2020. године.

## Теорија
Брецинка у својој књизи „Метатеорија образовања” разликује три класе теорије образовања: науку о образовању, филозофију образовања и практичну педагогију.
Његови текстови су се појавили у бројним издањима и на разним језицима (укључујући кинески, енглески, италијански, јапански, корејски, норвешки, персијски, пољски, руски, шпански, чешки). На основу тога, професор Брецинка се може сматрати педагошким мислиоцем из немачког говорног подручја чији су текстови међународно најраспрострањенији на страним језицима.

Као практични педагог, оцењује са конзервативног гледишта; Као научник из области образовања, у питањима научне теорије оријентисао се на размишљања Виктора Крафта, Карла Р. Попера, Ханса Алберта и Волфганга Стегмилера. Оријентацију у образовној анализи пружа његова широко цитирана дефиниција концепта образовања:
Под образовањем се подразумевају поступци којима људи покушавају да побољшају психичке диспозиционе структуре једне или више особа у неком погледу, сачувају компоненте које се сматрају вредним или спречавају развој диспозиција за које се процењује да су лоше.

## Схватање педагогије као науке
Речју педагогија, Брецинка означава педагогију као науку о васпитању или теорију васпитања, при чему остаје отворено да ли се ради о једној практичној или једној научној теорији. У својим радовима говори о кризи научне педагогије, он указује на опасност да је могуће да се наука о васпитању раствори у у мноштво текућих поддисциплина и нестане под доминацијом друштвених наука, пре све свега психологије, антропологије и бихејвиоралних истраживања. Да би се то спречило, пре свега, потребно је разјаснити методолошке проблеме педагогије, а педагошке тврдње треба разграничити према научним нормама и разликовати према њиховим циљевима и вредностима.
Када је реч о нормама, Брецинка говори да норме треба да буду јасно постављене и да теорије васпитања треба њима да одговарају. Тек тада се може проценити зашто су постојеће незадовољавајуће и како се могу створити боље. Предмет једног оваквог истраживања није само васпитање, него и теорија васпитања, па се оно означава као критичко-нормативна теорија о теоријама васпитања, или скраћено метатеорија васпитања. Квалитет педагошких теорија зависи великим делом од тога које метатеоријске норме признају теоретичари васпитања и како их следе. Њихова метатеоријска схватања утичу на образовање наставника. Дакле, предмет педагогије према Волфгангу Брецинки јесу васпитање и теорија васпитања.
Педагогија је често мета многих критика, да је нејасна, ненаучна, неодређена, да се заснива на спекулацији, а не на посматрању и логичкој анализу. Често се оспорава и нужност и могућност постојања самосталне науке о васпитању. Поједини немачки аутори, попут В. Брецинке, сматрају да критички судови о педагогији нису опасни по њен развој. Опаснија су она схватања, да једна самостална наука о васпитању није ни нужна ни могућа.
Свакако, критике имају за циљ да подстакну даљи развој постојећих схватања у науци о васпитању и да је заштите строжијим разграничавањем од мешања са ненаучном педагогијом.

### Порекло педагогије
С обзиром на мишљања да васпитање постоји од самог настанка цивилизације и да васпитно деловање претпоставља размишљања и даје повод за даља размишљања, Брецинка дели теорију о васпитању на ужи и шири смисао. Његова позиција са споредне делатности ка занимању, помера се са појавом учитеља. Учитељи су професионални васпитачи. Сходно њиховом делокругу рада од њих се очекује да код својих ученика формирају знања, способности, ставове, врлине и уверења. Поставља се питање како остварити те циљеве.
Учитељ мора да процени унутрашње стање својих ученика, њихова сазнања, интересовања, оптерећеност. Он мора себи да направи план по коме ће да поступа. При покушају да оствари овај план, он сагледава како ученици прихватају наставу. Он доживљава успехе и неуспехе и пита се о узроцима који су до тога довели. С обзиром на то, васпитно деловање претпоставља размишљања и даје повод за даља размишљања.

### Више педагогија
Брецинка полази од схватања које је заступљено у немачком говорном подручју, а то је да је могућа и нужна једна самостална наука о васпитању, али указује на то да је спорно како та наука треба да изгледа. Могуће је разликовати три основна схватања:
- педагогија као дисциплина која нормира и описује (нормативно-дескриптивна)
- педагогија као филозофска дисциплина
- педагогија као чиста искуствена наука

Као чиста емпиријска наука, педагогија се односи на систем исказа који интерсубјективно проверљивим тврдњама информише о циљевима васпитања и о оним деловима стварности који су релевантни за постизање ових циљева. Она се највише разликује од свих осталих праваца јер је занима оно што јесте, односно ограничена је на стварност и проблеме бића. Пита се шта људи желе, шта чине и шта би могло да се учини.
Дакле, не постоји само једна педагогија или једна научна педагогија, него различите педагогије.

### Разликовање педагошког система исказа
Уместо једне дисциплине која се истовремено издавала као научна, филозофска и практична, треба да се јаве три система исказа који одговарају трима класама педагошког знања, које имају различите основе и служе различитим циљевима:
- Наука о васпитању - теорија која пружа пракси оријентире, дескриптивна је и вредносно неутрална. Њена сврха је сазнавање чињеница.
- Филозофија васпитања - Одлука о сваком педагошком питању произилази из циљева васпитања. Циљеви зависе од укупног схватања о вредности и смислу људског живота. Питање о моралним нормама које треба да важе за васпитаче и васпитанике, а управо је то питање којим се бави филозофија.
- Практична педагогија - прескриптивна и прописујућа и није вредносно неутрална јер мора да каже да ли је метод добар или није, она бира и процењује ситуацију. Њена сврха је да даје упутства за праксу. Представља систем препорука за практично деловање у педагошкој пракси, али сама није наука. Она садржи поред емпиријских и логичких тврдњи и вредносне судове, као и нормативне поставке. Њима се одређене појаве означавају као добре или лоше, пожељне или непожељне; оне препоручују одређене ставове или радње, а друге одбацују. Одговарајући искази су прескриптивне природе.[7]

Ово су заправо три педагогије које Брецинка разликује.

## Предмет науке о васпитању
Предмет емпиријске науке о васпитању је васпитање као чињеница културе, васпитна стварност, реалитет или феномен васпитања. Међутим, предмет нису само васпитни феномени него сви феномени везани за васпитање.
Унутар једног друштва и његове културе васпитни феномени формирају посебне области, које су опет целине за себе. Оне се састоје од међусобно повезаних саставних делова и могу се означити као васпитне ситуације или васпитна поља. Васпитна делатност је само средство за одређене циљеве. Према томе, осим делатности које се могу обухватити појмом васпитање, у главне предмете науке о васпитању спадају и:
- циљеви или сврхе васпитања (идеали)
- субјекти васпитања (васпитачи)
- објекти васпитања (едуканди)
- средства васпитања (васпитне делатности и васпитне установе).

### Задаци науке о васпитању
Задатак науке о васпитању јесте да опише и објасни васпитање као чињеницу. Опис васпитних феномена претпоставља да човек најпре истражи целокупну стварност у којој се васпитање појављује.

### Карактеристике науке о васпитању
Карактеристике науке о васпитању су:
- Вредносно-неутрална - научне теорије не смеју садржавати формулације које су израз властитих осећања или им је сврха побудити осећаје других, односно покренути их на одређене поступке. У науци је допуштена само дескрипривна (описна и интерпретативна) употреба језика, док се прескриптивна (прописујућа) и емотивна искључују. Критичари тврде да је немогуће да наука буде вредносно неутрална, али и чак и да је то могуће, то је неоправдано (пример расистичког циља). На тај начин се од педагога стварају технички извршиоци, уместо да се проверавају концепције постављених циљева. Педагог не би требало само да спроводи туђе циљеве, он је тај који има додир са децом и васпитном стварношћу, и мора да верује у те циљеве.
- Дескриптивно-аналитичка - наука о васпитању има два задатка, да опише васпитне феномене и друге делове стварности који су са њима повезани и објашњење описаних феномена (који су њихови узроци или околности под којима су се десили).
- Телеолошко каузално-аналитичка - наука о васпитању није само наука која описује чињенице. Њен централни предмет је однос циљ-средство. Главна група проблема науке о васпитању састоји се у томе да треба да се испитају услови за постизање васпитних циљева, а тај циљ је да се достигне одређено стање личности. Наука о васпитању је телеолошки изграђена јер се мора поћи од циљева и сврха које су дате вољом личности или група.
- Технолошка - задатак јој је да открије законитости које су основа за критику постојећег васпитања, али исто тако планирање могућег, бољег будућег васпитања. То може бити остварено само путем истраживања стварних васпитних ситуација. Полази се од односа циљ-средство и размишља се о томе којим средствима и на који начин се одређени циљеви могу остварити. Васпитање се посматра као техничко делање које представља везу између средства и циља.[6][7][8]

## Метатеорија васпитања
Метатеорија васпитања је критичко-нормативна теорија о теоријама васпитања. Она пре свега доприноси квалитету педагошких теорија, нивоу образовања наставника и квалитету васпитне праксе. Метатеоријом се баве теоретичари васпитања, путем педагошких расправа и предавања. Квалитет педагошких теорија зависи од тога које метатеоријске норме признају теоретичари васпитања и на који начин следе те норме. Метатеоријска схватања теоретичара васпитања утичу и на ниво образовања наставника, а тиме и на квалитет васпитне праксе. Према томе, индиректно, метатеоријске студије могу да имају велики практични значај. Метатеоријске студије представљају припрему за изградњу теорија васпитања, дакле, њихов циљ је разумевање теорија васпитања и изграђивање бољих.
У метатеорији васпитања теорије васпитања се истражују са логичког и методолошког становишта. Метатеорија васпитања:
- описује – дескрипција
- вреднује – критика
- заснива норме – нормира
- представља теорију оних система који се баве васпитањем.

Од ових система исказа се захтева да садрже сазнање или знање, а то се мора испитати, односно проверити. За проверу су потребна мерила, правила и норме. Суштински задатак метатеорије васпитања јесте да пронађе ова мерила, правила и норме, да их процени међусобно у односу на њихове предности и недостатке, да их прецизира и докаже. Пре тога је потребно упознати и испитати постојеће теорије, како су настале и како су мерене. Испитивањем појмова треба пронаћи недостатке како би се створиле боље теорије. Проналажењем тешкоћа стварају се нова методолошка сазнања у складу са предметом. Метатеорија има теоријски – разумевање постојећих и изграђивање нових теорија, као и и практични задатак - побољшање васпитне праксе.

## Васпитање
Волфганг Брецинка је током свог живота дао огроман допринос педагогији у пољу васпитања.
Брецинка је сматрао да се васпитна делатност од других разликује по циљу особе која васпитава: она жели да својом делатношћу постигне нешто одређено, неки циљ. Васпитна делатност је усмерена на друге људе, она је међуљудска или социјална делатност. У процесу васпитања постоје две особе — васпитач (онај који васпитава) и васпитаник (онај који бива васпитаван). У васпитању, васпитач жели да допринесе томе да васпитаник стекне и задржи одеђене психичке диспозиције (способности, вештине, знања, ставове). Психичке диспозиције представљају релативно трајну спремност за понављање одређених доживљаја или начина посматрања сопствених душевних доживљаја и туђих начина понашања.
Брецинка види васпитача као оног који васпитава и жели да утиче на структуру психичких диспозиција васпитаника. Он говори о томе како се васпитањем жели да васпитаник стекне диспозиције које још не поседује, сачува одређене диспозиције за које се сматра да су позитивне, одстрани непожељне и спречи појаву оних диспозиција које се сматрају негативним. Ефекат који васпитач жели да постигне у васпитанику он види као нешто пуновредно.
Наиме, васпитач жели да васпитаника направи бољим, спремнијим и способнијим него што јесте. Он утиче на васпитаника помоћу вредновања. Позитивно вреднује добре и пожељне психичке диспозиције, оне које жели да ојача и одржи, а негативно вреднује оне лоше и непожељне, које жели да одстрани и спречи. Као и Емил Диркем, Волфганг Брецинка види васпитање као преобликовање душе. Брецинка је створио нову дефиницију васпитања која гласи: под васпитањем се разумеју делатности којима људи покушавају, у било ком смислу, да трајно поправе структуру психичких диспозиција других људи, или да одрже њихове компоненте оцењене као пуновредне, задрже или спрече настајање диспозиција које су оцењене као лоше.
Циљ васпитне делатности јесте стање које васпитач жели да произведе у васпитанику. Циљеви васпитања се посматрају као норме, где васпитаник треба да оствари стање личности до којег хоће други да га доведу, да постане идеал. Човеку се супротставља неки идеал који показује какав он треба да буде.
Брецинка је одговорио и на питање које све делатности спадају под васпитањем. Наиме, то су све делатности које садрже намеру да промене психичке диспозиције код других људи у било ком смислу. Такве делатности су: психотерапија, рехабилитација, школовање...
Васпитно деловање није увек и свуда једнообразно, него се јавља у мноштву различитих облика. Васпитање може бити директно, односно непосредно усмерено васптно деловање на васпитаника и индиректно, где се мисли на делатности помоћу којих се покушава да се промени околина васпитаника тако да она управо потпомаже да се научи оно што треба да се научи, сходно постављеном циљу васпитања.

## Изабрани радови
- Објављено на енглеском:
  - Philosophy of Educational Knowledge: An Introduction to the Foundations of Science of Education, Philosophy of Education and Practical Pedagogics (1992)
  - Belief, Morals and Education: Collected Essays on the Philosophy of Education (1994)
  - Socialization and Education: Essays in Conceptual Criticism (1994)
  - Basic Concepts of Educational Science: Analysis, Critique, Proposals. (1994)
  - Educational Aims, Educational Means, Educational Success: Contributions to a System of Science of Education (1997)
- Објављено на немачком:
  - Erziehung als Lebenshilfe – Eine Einführung in die pädagogische Situation (1957, 8th ed. 1971)
  - Von der Pädagogik zur Erziehungswissenschaft (1971, 3rd ed. 1975)
  - Die Pädagogik der Neuen Linken (1972, 6th ed. 1981)
  - Grundbegriffe der Erziehungswissenschaft (1974, 5th ed. 1990)
  - Metatheorie der Erziehung. 1978
  - Erziehung in einer wertunsicheren Gesellschaft (1986, 3rd ed. 1993)
  - Erziehungsziele, Erziehungsmittel, Erziehungserfolg (1976, 3rd ed. 1995)
  - Aufklärung über Erziehungstheorien. Beiträge zur Kritik der Pädagogik. 1989
  - Glaube, Moral und Erziehung. 1992
  - Aufklärung über Erziehungstheorien. Beiträge zur Kritik der Pädagogik. 1989
  - Glaube, Moral und Erziehung. 1992
  - Pädagogik in Österreich. Die Geschichte des Faches an den Universitäten vom 18. bis zum 21. Jahrhundert.
    - Band 1 – 3, 2000 to 2008
    - Bd. 4: Pädagogik an der Vienna University of Economics and Business und der Alpen-Adria-Universität Klagenfurt. Abschließender Überblick und Bilanz. Verlag der Österreichischen Akademie der Wissenschaften, Vienna 2014  3700175876

  - Erziehung und Pädagogik im Kulturwandel. 2003
  - Gesammelte Werke. Collected works in 10 volumes on CD-ROM. 2007